# Collada dels Cabrits
La Collada dels Cabrits és una collada dels contraforts nord-orientals del Massís del Canigó, a 1.196,9 metres d'altitud, en el límit dels termes comunals d'Estoer i de Vallestàvia, tots dos a la comarca del Conflent (Catalunya del Nord).
Està situat a prop de l'extrem nord-oest del terme de Vallestàvia i al sector nord-est del d'Estoer. És just a migdia del Roc de l'Agla i al nord del Puig dels Moros, al nord-oest del Cortal del Xuri.